# Isbjörn

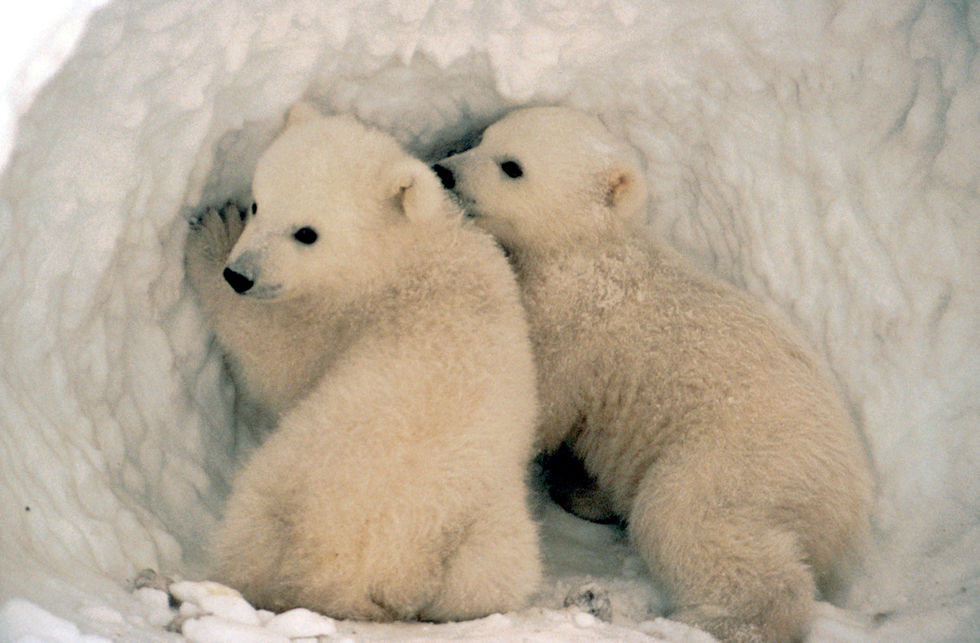
Två unga isbjörnar.

Isbjörn (Ursus maritimus) är en köttätande björn. Den lever i arktiska områden, vilket omfattar Norra ishavet, dess omgivande hav och landmassor. Isbjörn är tillsammans med brunbjörnens underart kodiakbjörnen den största björnen inom familjen. Den har utvecklat en rad egenskaper anpassade för låga temperaturer, för att förflytta sig på snö, is och öppet vatten, och för att jaga säl (dess huvudföda).
På grund av isbjörnens beroende av havsis kategoriseras den som ett marint däggdjur.

## Utseende och egenskaper
Isbjörnen är ett av världens största rovdjur på land och den blir mellan 180 och 280 cm lång, med en mankhöjd på 120–170 cm. Tillsammans med kodiakbjörnen är isbjörnen den största björnen Hanarna väger vanligen mellan 400 och 650 kg (alternativt 300–800 kg) och honorna upp till 225 kg (alternativt 150–300 kg). 1960 sköts en isbjörn som vägde 907,2 kg på isen i Tjuktjerhavet. Isbjörnen har stora pälsklädda fötter med korta, kraftiga och vassa klor vilket ger dem gott grepp på snö och is. Isbjörnen är också en utmärkt simmare och kan simma 50 mil i iskallt vatten eller flera dagar i sträck.
Hannar har 35 till 41 cm långa skallar och honornas skalle är 31–38 cm lång. Mankhöjden för vuxna exemplar kan ligga mellan 130 och 160 cm. Svansen är med en längd av 7,6–12,7 cm bara en liten stubbe.
Isbjörnen känns igen på sin vita päls som ibland kan vara gulaktig. Den svarta huden täcks helt av den vita pälsen förutom den svarta nosen och området kring munnen. Den har ett mycket utvecklat luktsinne och kan känna lukten av ett byte på 32 kilometers avstånd samt ett byte under snö eller is på en kilometers avstånd.
I motsats till många andra pälsdjur fäller den inte pälsen under sommaren, utan den förblir tjock och vit. Pälsens hårstrån är ihåliga för att ge optimal isolering mot kyla. Hårstråna leder ljuset till den svarta huden och hjälper djuret att absorbera värme. En utbredd och felaktig myt är att de ihåliga hårstråna skulle leda ultraviolett ljus till det svarta skinnet. Förutom pälsen har djuret ett fettskikt som skyddar mot kylan. Den kan därför klara lufttemperaturer ner till cirka −45 °C och att simma i isvatten utan att besväras av kylan. Isbjörnen är desto känsligare för värme. Den måste röra sig långsamt för att inte överhettas. När lufttemperaturen överstiger 0 °C kan isbjörnen uppleva det som varmt och vid 20 °C kan den drabbas av värmestress.
Artens tandformel är I 3/3 C 1/1 P 2-4/2-4 M 2/3, alltså 38 till 42 tänder. De långa hörntänderna har en något böjd form. Isbjörnens premolarer är mindre bra utvecklade och de första premolarerna i över- och underkäken finns bara rudimentärt.
Isbjörnens öron är som hos andra arktiska däggdjur korta i enlighet med Allens lag.

## Utbredning och systematik
Isbjörnen beskrevs vetenskapligt av Constantine John Phipps 1774 i en text om 1773 års nordpolsexpedition och dess vetenskapliga namn Ursus maritimus betyder  "marin björn". Isbjörnar har varit kända i Europa sedan vikingatiden, och exempelvis nämns isbjörnar 1345 "Ultra Yslandiam per miliaria fere M est insula dicta Gronlandia ubi nascuntur falcones albi et ursi albi" - Bortom Island, en resa om tusen mil, finns en ö som heter Gronlandia. I detta land lever vita falkar och vita björnar" av Galvano Fiamma.
Isbjörnens närmsta släkting brunbjörnen brukar kategoriseras som dess systerart, och den  placeras därför oftast i släktet Ursus tillsammans med bland annat brunbjörnen. Vissa auktoriteter placerar den dock i det egna släktet Thalarctos, närbesläktat med Ursus. Idag[när?] finns det 19 mer eller mindre separerade populationer av isbjörn, men genetiska studier indikerar att det förekommer genflöde emellan dem och att ingen av populationerna ur ett evolutionärt perspektiv varit separerade under särskilt långa perioder. Eftersom aerten är så beroende av havsis kategoriseras den som ett marint däggdjur.
Isbjörn förekommer på havsisen i Norra ishavet och kringliggande öar och landområden. Regioner med en större population av isbjörnar är norra Alaska, Kanadas arktiska öar, Grönland, Svalbard, Frans Josefs land, norra Sibirien och Wrangels ö. Den sydligaste populationen lever vid Jamesbukten i Kanada. I extremfall har enstaka individer förekommit så långt söderut som Finnmark. En utmärglad unghanne sköts 1953 på ön Lille Ekkerøy i Norge.
Ett 14 000 år gammalt lårben från en isbjörn påträffades 1852 i en märgelgrav på Kullaberg, Skåne. Detta tyder på att isbjörnar förekom i södra Sverige i slutfasen av Weichsel-nedisningen.

## Ekologi
Isbjörnen är anpassad till ett liv i och runt vatten, med vattenavstötande päls samt breda och årlika fötter. När isbjörnen simmar används bakbenen endast som en styråra.
Merparten av isbjörnarna föds på land men lever till största delen på havsisen. Till skillnad från brunbjörnar går isbjörnar normalt inte i ide. Isbjörnen simmar gärna och kan ses simmande flera kilometer från land, men rör sig och jagar gärna på land. Björnen kan uppnå en maxhastighet på 40 kilometer i timmen då den springer på land. Vanligtvis går den med en hastighet av omkring fem kilometer i timmen. Isbjörnen kan bli 20–30 år gammal.

### Fortplantning
Parningen sker mellan april och juni och sedan vilar det befruktade ägget inne i honan fram till oktober. Får inte honan tillräcklig med föda under sommaren absorberar kroppen ägget och det blir ingen unge. Honan får 1–3 (sällan 4) ungar per kull. Ungarna föds i januari inne i en utgrävd grotta där modern tillbringar vintern. Vid födelsen väger ungen bara 600–900 gram. De är då hjälplösa och blinda.
Efter ungefär en månad slår de upp ögonen, och en halv månad senare tar de sina första steg. Honans mjölk är mycket näringsrik, och ibland är fettandelen 48 procent. I mars eller april har ungen uppnått en vikt på 10–15 kg och är tillräckligt stora för att lämna grottan för första gången.
Under de efterföljande 10 månaderna stannar de hos modern och lär sig att jaga. Efter 3–4 år blir honor könsmogna. Hannar når könsmognaden efter 5–8 år.

### Föda
Isbjörnen är köttätare. Den äter huvudsakligen vikare, men även andra sälar (inklusive storsäl), valar, fågelägg, smådjur och en del växter kan ingå i dieten. Isbjörnar kan fälla byten som är lika tunga som den själv (500–600 kg). Under tider med god tillgång på föda äter isbjörnen bara huden och späcket av sitt byte och lämnar resten. Svaga isbjörnar eller fjällrävar som följer efter livnär sig senare av köttet. Från och till äter isbjörnar även as av bland annat val och valross, och det förekommer kannibalism genom att desperata vuxna hanar tar ungar av sin egen art. Mödrar med ungar undviker därför andra isbjörnar.
Under jakten väntar isbjörnar ofta vid en hålighet i isen tills en säl visar sig. När en isbjörn får vittring på en säl och det saknas håligheter hoppar björnen på isen och kan bryta igenom den med sin egen vikt. Med sin vita päls är isbjörnen anpassad till omgivningen och för bytesdjur är det svårt att få syn på den. En utbredd men felaktig myt gör gällande att isbjörnen täcker sin svarta nos med en tass, eftersom det är det enda som skulle synas i den vita omgivningen. Trots egenskaperna och jakttekniken leder endast omkring två procent av attackförsöken till lyckat resultat. Det medför att isbjörnen ägnar nästan all sin tid åt att jaga föda.
Eftersom isbjörnar har för vana att lämna stora rester av bytesdjur efter sig förföljs de ofta av fjällrävar. Isbjörnen lever inte i mutualistiskt förhållande till rävarna, vilket ibland har hävdats, utan kommensalistiskt. Polarrävar kan mobba isbjörnar för att jaga bort dem från byten, och isbjörnar kan attackera polarrävar. Även ismåsar följer isbjörnar för att ta rester av bytesdjur men äter även dess avföring.
Isbjörnen tar upp stora mängder A-vitamin vilket lagras i levern. Arktiska upptäcktsresande har insjuknat i A-vitaminförgiftning efter att ha ätit lever från isbjörn, och till och med dödsfall har noterats.

## Isbjörnen och människan

### Status och hot
Isbjörnen har inga naturliga fiender. Fram till mitten av 1900-talet bedrev människan en intensiv jakt på arten tills den var utrotningshotad. 1973 undertecknade Kanada, Danmark (för Grönlands räkning), Norge, USA och Ryssland fördraget Agreement on the Conservation of Polar Bears för djurets skydd och idag[när?] har bara inuiter tillåtelse att jaga ett bestämt antal isbjörnar.
Idag[när?] anses global uppvärmning utgöra isbjörnens primära hot; främst på grund av habitatförstöring då havsisarnas utbredning krymper (och kortare issäsonger) och minskad tillgång på dess huvudföda, men också skulle mängden patogener och parasiter riskera att öka i de arktiska områdena. Populationstrenden hos flertalet av de 19 populationerna är stabil respektive okänd. Våren 2006 kategoriserades isbjörnen återigen som sårbar (VU) av IUCN. 2015 uppskattade IUCN beståndet till 26 000 individer, men att en antropogen global uppvärmning kan leda till att detta är mer än halverat 2050. Efter att beståndet ska ha tre–femdubblats[när?] sedan 1960-talet har somliga forskare ifrågasatt teorin om att ett varmare klimat skulle utgöra ett hot mot isbjörnen.

### Hot mot människor
Människan tillhör inte isbjörnens naturliga byte eller föda, men en isbjörn kan attackera och döda en människa, främst i brist på naturlig föda eller i en situation där den känner sig hotad. Åren 1870–2014 rapporterades totalt 73 attacker på människor, varav 20 dödliga.
Vilda isbjörnar förekommer exempelvis över hela Svalbard, och den som lämnar samhället Longyearbyen till fots rekommenderas att antingen vara beväpnad eller ha med sig en beväpnad guide. Åren 1971–2020 dödades totalt sex personer av isbjörnar på den norska ögruppen.
Det händer även att isbjörnar tar sig in i samhällen och byggnader, bland annat i jakt på sopor som nödföda. År 2018–2019 fick den bebodda ryska ögruppen Novaja Zemlja besök av 50-tals isbjörnar under en tvåmånadersperiod och det rapporterades om att flera isbjörnar konstant befann sig i samhället med några tusen invånare. Eftersom isbjörnen klassades som en hotad art i Ryssland fick inte isbjörnarna skjutas.
Om man hotas av en isbjörn bör man inte vända ryggen till och springa, då det triggar isbjörnens jaktinstinkt. Istället bör man höja armarna, så att den kan känna doften lättare, och tala lugnt till den. Om isbjörnen går till attack bör man inte spela död, utan skjuta mot den eller försöka att gå ihop med andra och slå med knytnävarna hårt mot ansiktet på den. Höga smällar och andra oljud kan ibland skrämma bort isbjörnen.

### Inom kulturen

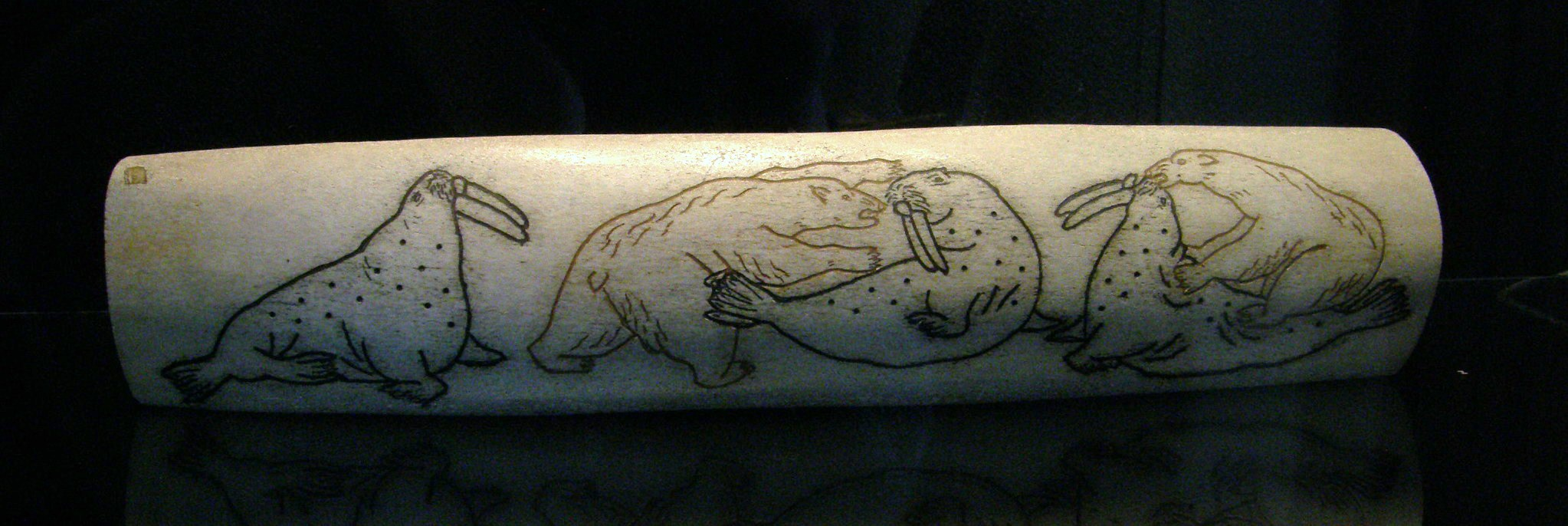
Graverad valrossbete föreställande jagande isbjörn, skapad av en tjuktjerkonstnär på 1940-talet.

Isbjörnen är viktig inom ursprungsbefolkningars kulturer i Arktis, där den varit en viktig naturtillgång för både tjuktjer och jakuter. Den utgör en viktig gestalt inom flera olika religioner i området.

#### Hos inuiterna
Hos norra Kanadas inuiter är jakt av isbjörn en del av den traditionella livsföringen, även om den numera är hårt reglerad. Man tar tillvara pälsen och köttet, och man får inkomster genom guidningar av jakten samt försäljning av pälsar samt hantverksprodukter kopplade till isbjörnen. Pälsen ger kläder, madrasser, mattor, och verktyg, medan tänder och klor används till konstföremål och smycken.
Bland inuiterna ses isbjörnen som det mest intelligenta djuret i Arktis. Den ses även som uthållig, tålmodig och viljestark, egenskaper som sägs hjälpa den att överleva i en ogästvänlig miljö. Isbjörnen figurerar i legender och sagor som traderas mellan generationerna, inklusive i den lokala mytologin.